# 日本ジャンボー
日本ジャンボー株式会社（にほんジャンボー、英: NIHON JUMBO CO., LTD.）は、神奈川県小田原市に本社を置く総合写真業を展開する企業。

## 沿革

### 経緯
高校生の時写真部だった創業者の高橋弘は家業の酒屋に従事しながら、写真関係の仕事を始め、のちの日本ジャンボーとなるアルプス写真を1958年（昭和33年）に創業した。

### 沿革
- 1958年（昭和33年） - 前身となるアルプス写真を創業[2]。
- 1960年（昭和35年）12月3日 - 日本ジャンボーを設立[1][2]。
- 1997年（平成9年）2月3日 - 100%出資の子会社となる万葉倶楽部株式会社 (旧) を設立[注 1]し、温泉施設事業を展開[2]。
- 2002年（平成14年）2月28日 - 日本ジャンボーを株式会社とし法人設立。